# Senzangakhona kaJama
Senzangakhona kaJama, né vers 1762 et mort en 1816, est un chef du peuple zoulou qui succède à son père Jama kaNdaba en 1781 et règne jusqu'à sa mort en 1816. C'est le père des trois rois zoulous qui lui succèdent : Chaka, qui fonda le Royaume zoulou, Dingane et Mpande.

## Étymologie
Son nom est dérivé du mot zoulou qui signifie « celui qui agit avec de bonnes raisons ».

## Biographie
Senzangakhona réside à Nobamba. Sa sœur Mkhabayi est régente alors qu'il est encore mineur. À l'époque où Senzangakhona dirige la tribu zouloue, celle-ci ne compte pas plus de 2 000 hommes et elle est soumise à Dingiswayo, dirigeant des Mthethwa. Celui-ci le laisse libre de ses actions et permet son expansion militaire en échange de la sécurisation d'une « zone tampon » contre les ennemis des Mthethwa, les Ndwandwe. Senzangakhona ne verra jamais la fin de la lutte entre les deux nations pour la suprématie : il meurt en 1816, un an avant que les Ndwandwe n'envahissent le territoire mthethwa et tuent Dingiswayo.

### Épouses et descendance
Senzangakhona se marie avec au moins seize femmes.
Nandi kaBhebhe eLangeni (Nandi, fille de Bhebhe, de la région de eLangeni), une femme que Senzangakhona avait « mise de côté » en attendant d'être circoncis pour avoir un rapport avec elle, tomba enceinte moins de six mois après qu'elle fut entrée dans le sérail. Les autres femmes, à force de discussions et de spéculations, finirent par l'accuser d'avoir eu des relations illicites. Senzangakhona la défend alors en disant qu'elle n'est pas enceinte de lui mais souffre d'itchaka (un relâchement des intestins), ce qui la sauve et permet d'éviter qu'il tombe en disgrâce et perde l'estime de ses voisins. Il finit par se faire circoncire et Nandi donne naissance à Chaka, qui tient son nom du mal censé avoir atteint sa mère.
Nandi a un tempérament violent et passionné, ce qui lui fait avoir des crises de violence terribles qui lui font risquer de se faire exécuter. Elle s'en tire avec des menaces sérieuses, mais un jour elle frappe un des chefs de Senzangakhona en sa présence. Plutôt que de la faire exécuter, il la bannit et elle retourne chez son père où elle se marie à un membre de sa tribu. Dingiswayo entend parler de Chaka et l'invite à venir se placer sous sa protection comme il avait été chassé de chez son père et qu'il était considéré comme un paria. Il devient un de ses lieutenants et devient vite connu pour son courage et son sang-froid. Il reste avec Dingiswayo jusqu'à la mort de son père en 1816 où il fait tuer son demi-frère Sigujana pour prendre sa place à la tête des Zoulous, sur les conseils de Dingiswayo.
Mphikase kaMlilela Ngobese, la sixième épouse de Senzangakhona, donne naissance à Dingane en 1795. Il complotera pour assassiner Chaka et lui succèdera en 1828.
Songiya kaNgotsha Hlabisa, la septième épouse de Senzangakhona, donne naissance à Mpande en 1798. Il succèdera à Dingane qui est tué par les Boers en 1840.
Bhibhi kaSompisi, la huitième épouse de Senzangakhona, qui devient sa « grande épouse » (la mère de l'héritier légitime), donne naissance à Sigujana. En 1816 il succède à son père en tant que chef des zoulous, mais il est tué par son demi-frère Ngwadi alors qu'il se baigne dans une rivière à la demande de Chaka, afin que ce dernier puisse prendre sa place.